# 普拉湖
61°48′36″N 26°41′38″E / 61.81000°N 26.69389°E

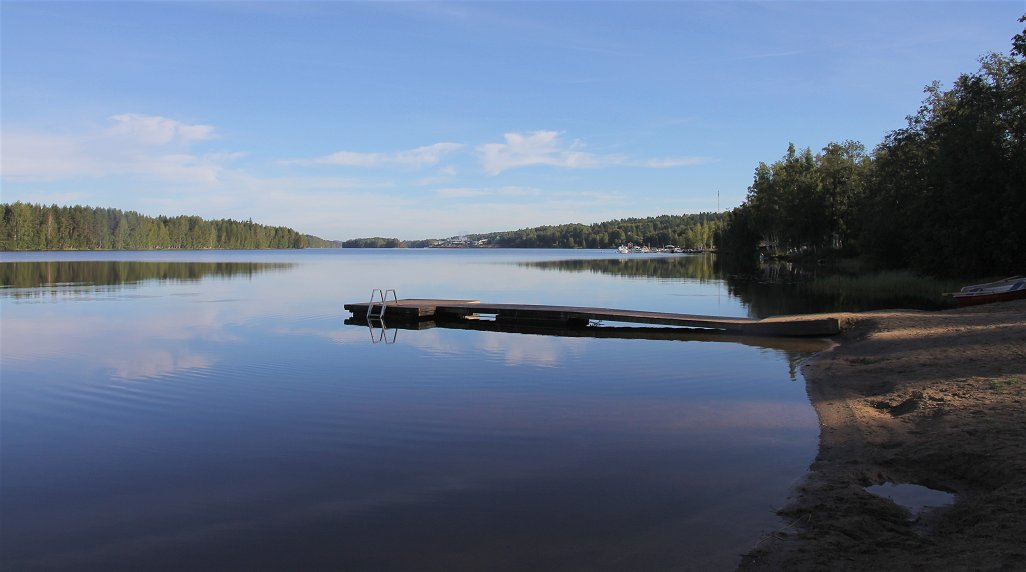
普拉湖

普拉湖（芬蘭語：Puula），又称普拉韋西湖（芬蘭語：Puulavesi），是芬蘭南薩沃區的湖泊，面積330.76平方公里，海拔高度94.7米，平均水深9.24米，最大水深69米，湖岸線長度2,350公里，湖中有1,434座島嶼。